# Кириченко-Могила, Гавриил Прохорович
Гаврии́л Кириче́нко-Моги́ла Про́хорович (укр. Гаврило Криченко-Могила Петрович, Черниговка, Приморская область, Российская империя — сентябрь 1918, Хабаровск, Приморская область, УДР) — украинский общественный, партийный и политический деятель на Зелёном Клине. Член Партии социалистов-революционеров. Второй председатель Временного Дальневосточного Украинского Краевого Комитета (ВДУКК) Украинской Дальневосточной республики (УДР).

## Биография
Родился в конце девятнадцатого века в селе Черниговка, Приморской области в семье украинцев.
В 1910 году приехал во Владивосток, где был артистом в театре, и хозяйственником в Украинском кружке. В украинских сёлах Приморья проводил национальную агитацию и культурную работу, из-за чего его преследовала власть.
В 1914 году Гавриила призвали на фронт Первой мировой войны, на котором он пробыл до 1917 года.
В 1917 году вернулся в Приморье и поселился в Хабаровске, выступил одним из организаторов и первым главой Хабаровской Украинской Общины, выдвинул свою кандидатуру от общины в выборах в Хабаровскую городскую думу. В 1917 году был избран членом Исполнительного комитета Хабаровского совета рабочих депутатов от партии эсеров. Финансировал издание газеты «Волна Украины».
В январе-апреле 1918 занимал должность председателя временного Дальневосточного Украинского Исполнительного Комитета, в этом же году организовал Украинский Дальневосточный театрально-артистический союз.
В начале сентября 1918 был расстрелян белыми казаками атамана Калмыкова как член Исполкома Хабаровского совета рабочих депутатов.